# Tesárske Mlyňany
Tesárske Mlyňany (hongrois : Taszármalonya) est un village de Slovaquie situé dans la région de Nitra.

## Histoire
Première mention écrite du village en 1075.

## Démographie

### Évolution de la population
| Année:               | 1994. | 2004.   | 2014.   | 2024.   |
| -------------------- | ----- | ------- | ------- | ------- |
| Nombre de personnes: | 1689  | 1652    | 1787    | 1798    |
| Différence:          |       | -2,19 % | +8,17 % | +0,61 % |

| Année:               | 2023. | 2024.   |
| -------------------- | ----- | ------- |
| Nombre de personnes: | 1796  | 1798    |
| Différence:          |       | +0,11 % |